# Tsutomu Miyazaki
Tsutomu Miyazaki (宮﨑 勤 Miyazaki Tsutomu?), även känd som "Otakumördaren", "Småflickemördaren" och "Dracula", född 21 augusti 1962 i Ōme i Tokyo prefektur, död 17 juni 2008 i Tokyo, var en japansk seriemördare och kannibal. Han dömdes till döden och avrättades genom hängning.

## Bakgrund
Miyazaki föddes för tidigt vilket gjorde att hans händer missbildades, de var knotiga och sammansmälta med handleden, något som gjorde att han för att rotera på händerna var tvungen att röra hela underarmen. På grund av missbildningen blev han utfryst under sin tid i Itsukaichis grundskola och han höll sig därför för sig själv. Han var från början en stjärnstudent men hans betyg försämrades dramatiskt på Meidai Nakano High School; han slutade som nummer 40 av 56 i sin klass och blev inte, som seden var, antagen till Meiji University i Chiyoda. Istället för att följa sina ursprungliga planer och studera till engelsklärare började han läsa till fototekniker på ett lokalt junior college.

## Livet som seriemördare
Mellan 1988 och 1989 stympade och mördade Miyazaki fyra flickor mellan 4 och 7 år. Efter att de dött utnyttjade han dem sexuellt. Han drack blod från ett av offren och åt delar av hennes hand. Brotten, som före Miyazakis gripande och rättegång kallades "Småflickemorden", kom att bli kända som Tokyo/Saitama Seriekidnappningsmorden på små flickor (東京・埼玉連続幼女誘拐殺人事件 Tōkyō Saitaima renzoku yōjo yūkai satsujin jiken?). De chockade prefekturen Saitama som hade haft en lång tradition av få brott mot barn.
Under arbetstid var han en lågmäld arbetare men på fritiden valde han slumpmässigt ut barn att döda. Han terroriserade sina offers familjer genom att skicka brev där han detaljerat beskrev vad han gjort med deras barn. Till Erika Nanbas familj skickade han ett vykort med ord han klippt ut ur en tidning: Erika. Förkylning. Hosta. Strupe. Vila. Död.
Han lät kroppen från sitt första offer, Mari Konno, ruttna vid några kullar i närheten av sitt hem och högg sedan av händerna och fötterna som han förvarade i sin garderob och som sedan hittades efter det att han gripits. Han brände återstoden av benen, pulvriserade dem och skickade pulvret tillsammans med några av hennes tänder, foton av hennes kläder och ett kort där det stod: Mari. Kremerad. Ben. Undersök. Bevisa. i en låda till hennes familj.
Polisen fann att offrens familjer även hade något mer gemensamt, de hade alla tagit emot konstiga telefonsamtal. Telefonen ringde men personen i andra ändan (förmodligen Miyazaki) sa ingenting: Om ingen svarade kunde telefonen ringa oavbrutet i upp emot 20 minuter.

## Gripandet
När Miyazaki den 23 juli 1989 försökte föra in ett zoomobjektiv i en skolflickas vagina i en park nära hennes hem blev han attackerad av flickans pappa. Miyazaki flydde till fots men återvände senare för att hämta sin bil, varpå han blev gripen. När polisen senare genomsökte hans hem hittades en samling av 5 763 filmer och band med bland annat pornografisk anime och slasherfilmer. Bland materialet fann man filmer och bilder på hans offer. Han ska också ha varit en skräckfilmsfantast och ha haft en omfattande samling filmer inom denna genre. Höjdpunkten i samlingen var de första fem filmerna i serien Guinea Pig; enligt rapporter ska han ha använt den andra filmen i serien som mall vid ett av sina mord. Miyazaki, som uppehöll en oavbrutet lugn och samlad intryck under rättegången, tycktes likgiltig till gripandet.
1989 blev han känd som "Otakumördaren". Hans bisarra mord skapade en moralpanik mot otaku och anime i Japan. Historierna om honom var dock omstridda. Till exempel misstänktes Miyazaki inneha mycket pornografiskt material men författaren Eiji Otsuka misstänker i sin bok om Miyazaki att det var en förfalskning av en fotograf som skapat uppståndelsen, detta för att folk ville tro dessa saker om honom. Fumiya Ichihashi misstänkte även att en del av bilden som målats upp av Miyazaki var ett verk av polisen eftersom de ville fälla honom för seriemorden.
Efter Miyazakis gripande begick hans far, som vägrat betala för sonens försvar, självmord 1994.

## Rättegång och avrättning
Miyazakis rättegång påbörjades den 30 mars 1990 och Miyazaki pratade då ofta på ett ologiskt sätt. Han skyllde på en "råttman", ett alter ego, en karaktär som han ofta tecknade för rätten. Genom hela 1990-talet hölls Miyazaki inspärrad medan Saitama prefektur lät honom genomgå olika psykologiska undersökningar. Lag med psykiatriker från Tokyos universitet diagnosticerade honom med dissociativ identitetsstörning eller extrem schizofreni. Rätten i Tokyo bedömde dock att han kände till allvaret och de konsekvenser hans handling skulle få och att han därmed var ansvarig för dem och dömde honom till döden genom hängning den 14 april 1997. Den 28 juni 2001 fastslog Tokyos högsta domstol dödsstraffet och 17 januari 2006 fastslog Japans högsta domstol den ursprungliga dödsdomen.
Miyazaki beskrev sina seriemord som ett "bra jobb" och bad inte om ursäkt. Den japanska barnmördaren Kaoru Kobayashi beskrev sig själv som "nästa Tsutomu Miyazaki eller Mamoru Takuma."
Men Miyazaki fastslog att "jag tillåter honom inte att kalla sig för den andra Tsutomu Miyazaki när han inte ens har genomgått en psykiatrisk undersökning."
Japans justitieminister Kunio Hatoyama skrev under fullmakten för hans dödsstraff och man avrättade honom genom hängning 17 juni 2008. Enligt New York Times misstänkte man att avrättningen var till för att avskräcka brottslingar efter massakern i Akihabara, då sju dog och flera skadades efter att en person kört in i en folkmassa med en bil och knivhuggit flera personer. 

## Offer
4 personer, alla flickor, föll offer för Tsutomu Muyazaki: 
1. Mari Konno (今野真理 Konno Mari?): 4 år gammal
2. Masami Yoshizawa (吉沢正美 Yoshizawa Masami?): 7 år gammal
3. Erika Nanba (難波絵梨香 Nanba Erika?): 4 år gammal
4. Ayako Nomoto (野本綾子 Nomoto Ayako?): 5 år gammal